# رولز-رویس آربی۲۸۲
رولز-رویس آربی۲۸۲ (به انگلیسی: Rolls-Royce RB282) یک موتور هواگرد ساختِ کارخانهٔ رولز-رویس هولدینگز در کشور بریتانیا است . 